# Protestantizem v Združenih državah Amerike
Protestantizem je največja krščanska skupina v Združenih državah Amerike, z vsemi svojim denominacijami šteje približno polovico prebivalstva države. Združene države Amerike predstavljajo domovanje za 20 % svetovne populacije protestantov, teh je približno 150 milijonov, kar pomeni, da je država z največjim številom protestantov.
Protestanti so razdeljeni v več različnih denominacij oziroma ločin, ki so običajno označene kot bodisi "mainline churches" (osrednje ali glavne cerkve) in "evangelical churches" (evangelijske cerkve), čeprav se nekaterih ne da zlahka uvrstiti v eno ali drugo od obeh kategoriji.

## Baptisti
Baptisti so največja protestantska skupina v Združenih državah Amerike. Pred 1845 je bila večina belih Baptističnih cerkva ohlapno povezanih v organizacijo Triennial Convention (Triletna konvencija). V tem letu pa jo je večina južnih skupnosti zapustila in oblikovala novo organizacijo Southern Baptist Convention (Južna Baptistična konvencija), ki je zdaj največja protestantska denominacija v ZDA, z 15,7 milijona članov. Preostali člani so ustanovili to, kar je danes American Baptist Churches USA (Amerške Baptistične cerkve ZDA) in vključuje 1,3 milijona članov in 5402 skupnosti (kongregacij).
Afro-ameriški baptisti, ki so bili izključeni iz polnega članstva v belih Baptističnih organizacijah, so oblikovali več denominacij, od katerih je največja National Baptist Convention (Nacionalna baptistična konvencija) z 7,5 milijona članov in pa bolj liberalno usmerjeno Progressive National Baptist Convention (Progresivna nacionalna baptistična konvencija) z več kot 2000 cerkva in skupnim članstvom 2,5 milijona ljudi.
Obstajajo številna manjša telesa, nekatera pred kratkim organizirana in druga z dolgo zgodovino kot so Calvinistic baptists (Kalvinistični baptisti), General Baptists (Generalni/splošni baptisti), Primitive baptists (Prvobitni baptisti), Old Regulars, Two-Seed-in-the-Spirit Predestinarian Baptists (Predestinacijski baptisti dveh semen v duhu), neodvisni in Seventh Day Baptists (Baptisti sedmega dne).
Baptisti so bili prisotni na območju Severne Amerike, ki je zdaj del Združenih držav Amerike že od zgodnjega 17. stoletja. Tako Rogerju Williamsu kot Johnu Clarkeu, njegovemu rojaku pri delu za versko svobodo, se pripisujejo zasluge za utemeljitev baptistične vere v Severni Ameriki. Leta 1639 je Williams ustanovil baptistično cerkev v Providence, Rhode Island, Clarke pa je zasnoval baptistično cerkev v Newportu, Rhode Island. Po besedah baptističnega zgodovinarju  Williama Brackneya, ki je obširno raziskoval to področje: »Veliko je bilo razpravljanja skozi stoletja, ali si cerkev v Providence ali v Newportu zasluži mesto »prve« baptistične kongregacije v Ameriki. Natančnih zapisov za obe kongregaciji manjka.«

### Največje baptistične denominacije
Handbook of Denominations in the United States (Priročnik denominacij v ZDA) prepoznava in opisuje 31 baptističnih skupin ali konvencij v Združenih državah Amerike. Sledi delni seznam. Če ni navedeno drugače, so statistični podatki vzeti iz spletne strani Baptist World Alliance, in odražajo podatke za leto 2006.
- Southern Baptist Convention (Južna baptistična konvencija): 44.000 kongregacij, 16,3 milijona članov
- National Baptist Convention, USA (Nacionalna baptistična konvencija, ZDA): 33,000 kongregacij, 8,5 milijona članov (afro-američani)
- Nationaln Baptist Convention of America (Nacionalna baptistična konvencija Amerike): 12000 kongregacij, 3,1 milijona članov (afro-američani)
- Progressive National Baptist Convention (Progresivna nacionalna baptistična konvencija): 1200 kongregacij, 2,5 milijona članov (afro-američani)
- Baptist General Convention of Texas (Baptistična generalna konvencija Teksasa): 5700 kongregacij, 2,3 milijona članov
- American Baptist Churches USA (Ameriške baptistične cerkve ZDA): 5800 kongregacij, 1,4 milijona članov
- Baptist Bible Fellowship International (Baptistična biblična mednarodna združba): 3400 kongregacij, 1,4 milijona članov

## Luterantstvo
Z 4,7 milijona članov je Evangelical Lutheran Church in America (Evangeličanska luteranska cerkev v Ameriki) največja ameriška luteranska denominacija, sledi Luthera Church - Missouri sinode (Luteranska cerkev – Missourijska sinoda) z 2,4 milijona članov, in Wisconsin Evangelical Lutheran Synod (Evangeličanska luteranska sinoda iz Wisconsina) s 410.000 člani. Razlike med Evangeličansko luteransko cerkvijo v Ameriki in Luteransko cerkevijio - Missourijsko sinodo v veliki meri izvirajo iz zgodovinskih in kulturnih dejavnikov, čeprav so nekateri teološkega značaja. Prva je bolj vključena v ekumenska prizadevanja kot slednja.
Ko so luteranci prišli v Severno Ameriko, so ustanavljali cerkvena telesa, ki so do neke mere odsevali cerkve, ki so jih pustili za sabo. Mnoga so do začetka 20. stoletja ohranila priseljenski jezik. Iskali so pastorje iz "stare domovine", dokler se niso razvili vzorci za izobraževanje duhovnikov v Ameriki. Sčasoma so bila v mnogih krajih
ustanovljena semenišča in cerkveni kolidži, da bi služili luteranskim cerkvam v Severni Ameriki in še posebej da bi pripravili pastorje, da bi služili kongregacijam.
Luteranska cerkev – Missourijska sinoda izvira od nemških priseljencev, ki so bežali pred vsiljeno prusko združitvijo cerkva in so se naselili na območju St. Louisa. Ta cerkev ima nepretrgano zgodovino, odkar je bila ustanovljena leta 1847. Je drugo največje luteranska cerkveno  telo v Severni Ameriki (2,7 milijona). Identificira
se kot cerkev s poudarkom na svetopisemskem nauku in zvesti pripadnosti zgodovinskim luteranskim izpovedim vere. Vztrajanje nekaterih voditeljev te denominacije na dobesednem branju vseh odlomkov Svetega pisma je privedlo do razdora v sredini 1970-ih, kar je nadalje vodilo do nastanka Zveze evangeličanskih luteranskih cerkva (Association of Evangelical Lutheran Churches), ki je sedaj del Evangeličanske luteranske cerkve v Ameriki.
Čeprav bi se lahko zdelo, da bodo močno konzervativni pogledi na teologijo in etiko Luteransko cerkev – Missourijsko sinodo naredili politično skladno z drugimi evangeličani v ZDA, se kot organizacija v veliki meri izogiba politični dejavnosti, deloma iz njenega strogega razumevanja luteranskega razlikovanja med dvema kraljestvoma. Kljub temu spodbuja svoje člane, da so politično aktivni, in člani pogosto sodelujejo v političnih organizacijah, kot so luteranci za življenje.
Najzgodnejša predhodnica  Evangeličanske luteranske cerkve v Ameriki je bila ustanovljena 25. avgusta 1748 v Philadelphiji. Ta je bila znana kot Ministerium Pennsylvanije (Ministerium of Pennsylvania). Evangeličanska luteranska cerkev v Ameriki je rezultat niza združitev in predstavlja največje (4,7 milijona članic) luteransko cerkveno telo v Severni Ameriki. Evangeličanska luteranska cerkev v Ameriki je bila ustanovljena leta 1988 z združitvijo 2,85-milijonske Luteranske cerkve v Ameriki (Lutheran Church in America), 2,25 milijonske Ameriške luteranske cerkve (American Lutheran Church), in 100.000-članske Zveze evangeličanskih luteranskih cerkva (Association of Evangelical
Lutheran Churches). Luteranska cerkev v Ameriki in Ameriška luteranska cerkev sta nastali v začetku 1960-ih, kot posledica združitve osmih manjših, na etnični podlagi temelječih cerkvenih teles.
Evangeličanska luteranska cerkev v Ameriki s predhodnimi cerkvenimi telesi, je ustanovni član Luteranske svetovne federacije (Lutheran World Federation), Svetovnega sveta cerkva (World Council of Churches) in Nacionalnega sveta cerkva ZDA (National Council of Churches USA). Luteranska cerkev – Missourijska sinoda, ki ohranja svojo držo kot doktrinarno cerkveno telo, ki poudarja pomen popolnega strinjanja glede naukov Svetega pisma, ne pripada nobeni od teh organizacij. Vendar pa je član Mednarodnega luteranskega sveta (International Lutheran Council), sestavljenega iz več kot 30 luteranskih cerkva po vsem svetu, ki podpirajo doktrinarne nauke Svetega pisma in Knjigo
soglasja (nem. Konkordienbuch, lat. Concordia, gre za zbirko veroizpovedi, ki so avtoritativne v luteranski cekvi).

## Kalvinizem
- Presbyterian Church (Prezbiterijanska cerkev): osrednja cerkev, ki ima približno 2 milijona članov in 10.600 kongregacij. Sprejela je Knjigo veroizpovedi (The Book of Confessions), ki vključuje Westminsterskoveroizpoved. Sedež je v Louisvilleu, Kentucky.
- Presbyterian Church in America (Prezbiterijanska cekev v Amerika): evangeličanska, kalvinistična cerkev, zavezuje se Westminsterski izpovedi vere. Ta denominacija ima 351.000 članov in 1771 kongregacij in več kongregacij zunaj ZDA, v Nemčiji, na Japonskem, na Kajmanskih otoki, itd. Sedež se nahaja v Lawrencevilleu, Georgia.
- Evangelical Presbyterian Church (Evangelijska prezbiterijanska cerkev), ima več kot 410 kongregacij in 140 000 članov. Zavezuje se Westminsterski veroizpovedi.
- Orthodox Presbyterian Church (Ortodoksna/pravoverna prezbiterijanska cerkev) je bila ustanovljena leta 1936 pod vplivom Johna Greshama Machena in ima 30.000 članov.
- Biblija Presbyterian Church (Bilična prezbierijanska cerkev)
- Associate Reformed Presbyterian Church (Združena reformiran prezbierijanska cerkev)
- Free Presbyterian Church v North America (Svobodna prezbiterijanska cerkev v Severni Ameriki)
- Reformed Presbyterian Cerkev v North America (Reformirana prezbiterijanska cerkev v Severni Ameriki)
- Cumberland Presbyterian Church (Cumberlandska prezbiterijanska cerkev)
- Cumberland Presbyterian Cerkev in America (Cumberlandska prezbiterijanska cerkev v Ameriki)
- Free Reformed Church in North America  (Svobodna Reformirana cerkev v Severni Ameriki)
- Reformed Church in America (Reformirana cerkev v Ameriki)
- Christian Reformed Church in North America (Krščanska reformirana cerkev v Severni Ameriki)
- Netherlands Reformed Congregations (Nizozemske reformirane kongregacije)
- Hungarian Reformed Church in America (Madžarska reformirana cerkev v Ameriki)

## Binkoštno gibanje
Binkoštno gibanje je prenovitveno versko gibanje znotraj protestantizma, ki daje poseben poudarek neposredni osebni izkušnji Boga skozi krst Svetega Duha. Izraz Binkoštna izhaja iz besede pentekoste, to je grški izraz, ki označuje judovski Praznik tednov. Za kristjane ta dogodek obeležuje spust Svetega Duha in binkoštniki po navadi vidijo njihovo gibanje kot da odraža enako vrsto duhovne moči, načina slavljenja in naukov, ki so bili v zgodnji cerkvi.
Binkoštno gibanje je krovni izraz, ki zajema širok razpon različnih teoloških in organizacijskih vidikov. Posledično ne obstaja ena sama osrednja organizacija ali cerkev, ki bi usmerjala gibanje. Večina binkoštnikov šteje sebe za del večjih krščanskih skupin; na primer večina binkoštnikov sebe prepoznava kot protestante. Mnogi sprejemajo izraz evangelijska, drugi pa raje restavracionistična. Binkoštno gibanje je teološko in zgodovinsko blizu karizmatičnemu gibanju, saj je bistveno vplivalo nanj; nekateri binkoštniki uporabljajo ta dva izraza kot sopomenki.
Znotraj klasičnega binkoštnega gibanja obstajajo tri glavne usmeritve: Wesleyan-Holiness (Wesleyjevska-svetostna), Higher Life (Višje življenje), in Oneness (Enost). Primeri Wesleyvskih-svetostnih denominacij vključujejo Church of God in Christ (Cerkev Boga v Kristusu) in International Pentecostal Holiness Church (Mednarodna binkoštna
svetostna cerkev). International Church of the Foursquare Gospel (Mednarodna cerkev trdnega/ali četverokotnega/ evangelija) je primer veje Višjega življenja, medtem ko so Assemblies of God (Zbori Boga) pod vplivom obeh skupin. Nekatere od binkoštnih cerkva iz skupine Enost, ki spadajo med netrinitarne cerkve, so United Pentecostal Church International (Združena binkoštna mednarodna cerkev) in Pentecostal Assemblies of the World (Binkoštni zbori sveta). Veliko binkoštnih ločin je povezanih z Binkoštno svetovno konferenco (Pentecostal World Conference).

## Restavracionizem
Restavracionizem, včasih imenovan  krščanska prvobitnost (Christian primitivism), se nanaša na prepričanje, ki ga imajo različna verska gibanja, da je treba obnoviti neokrnjeno ali prvotno krščanstvo oziroma krščanstvo apostolske dobe, pri čemer običajno trdijo, da so oni vir te obnove. Take skupine učijo, da je to potrebno, ker so katoliški, pravoslavni in protestantski kristjani vpeljali napake v krščansko vero in prakso ali pa ker so izgubili vitalen element pristnega krščanstva; to na splošno označujejo kot »veliki odpad« (Great Apostasy). Mnogi od njih spadajo med netrinitarne denominacije, to se pravi, da zavračajo Sveto trojico in/ali Nicejsko veroipoved. Za nekatere od teh skupin, še posebej med drugimi kristjani, ni soglasja o tem, ali bi jih bilo treba uvrščati med kristjane ali ne.
Kar nekaj sodobnih denominacij ima svoj izvor v restavracijskem gibanju 19. stoletja, ki je znan tudi kot gibanje Stone-Campbell. Med te spadajo Cerkve Kristusa (Churches of Christ), Krščanske cerkve in cerkve Kristusa (Christian churches and churches of Christ), in Krščanska cerkev ozirom Kristusovi učenci (Christian church/Disciples of Christ).
Cerkev Jezusa Kristusa svetih iz poslednjih dni ali Mormoni so restavracijska ločina in je četrta največja cerkev v ZDA. Mormonska cerkev uči, da predstavlja obnovo edine prave in pooblaščene krščanske cerkve. Pomembne razlike se nanašajo na sprejemanje dodatne doktrine, praks in svetih spisov (kot Mormonova knjigo) s strani cerkve, ki so zunaj tega, kar se nahaja v Stari in Novi zavezi Svetega pisma. Ta cerkev zavrača Nicejsko veroizpoved in prevladujoč krščanski pogled na Boga kot na trojice treh ločenih oseb z enim bistvom. Njena teologija priznava božanstvo, sestavljeno iz treh ločenih oseb, ki si delijo enotnost namena, vendar so obravnavane kot tri različna bitja, ki tvorijo eno božanstvo.
Druga velika restavracijska religija so Jehovove priče. Ocenjuje se, da se v ZDA 1,9 milijona odraslih identificira kot Jehovove priče. Jehovove priče prav tako zavračajo Nicejsko veroizpoved, prevladujoč krščanski pogled na božanskost Jezusa in Boga kot Trojico.

## Osrednje (mainline) cerkve proti evangelijskim (evangelical)
V tipični jezikovni rabi se izraz osreden (mainline) postavlja nasproti izrazu evangelijski (evangelical). Razlikovanje med njima gre lahko tako na račun družbenopolitične drže kot teološke doktrine. Teološko konservativni kritiki obtožujejo osrednje cerkve »zamenjave krščanske evangelizacije za levičarsko družbeno delovanje in izginotja svetopisemske teologije« in trdijo, da »so vse osrednje cerkve postale v bistvu ista cerkev: svoje zgodovine, svoje teologije, in celo veliko svoje prakse so izgubile na račun uniformirane vizije družbenega napredka.«
Association of Religion Data Archives (Združenje arhivov verskih podatkov) beleži 26.344.933 članov osrednjih cerkva v primerjavi z 39.930.869 članov evangelijskih protestantskih cerkva. Obstajajo dokazi, da je prišlo do premika članstva iz osrednjih denominacij v evangelijske cerkve.
Kot je prikazano v spodnji tabeli se nekatere denominacije s podobnimi imeni in z zgodovinskimi povezavami z evangelijskimi skupinami štejejo za osrednje cerkve. Na primer, medtem ko veljajo Ameriške baptistične cerkve (American Baptist Churches), Evangeličanska luteranska cerkev v Ameriki (Evangelical Lutheran Church in America) in Prezbiterijanska cerkev (Presbyterian Church) za osrednje, so na drugi strani Južna baptistična konvencija (Southern Baptist Convention), Luteranska cerkev- Missourijska Sinoda (Lutheran Church–Missouri Synod) in Prezbiterijanska cerkev v Ameriki (Presbyterian church in America) evangelijske.
| Osrednje cerkve proti evangelijskim cerkvam | Osrednje cerkve proti evangelijskim cerkvam | Osrednje cerkve proti evangelijskim cerkvam | Osrednje cerkve proti evangelijskim cerkvam | Osrednje cerkve proti evangelijskim cerkvam |
| Skupina                                     | Skupno                                      | ZDA %                                       | Primeri                                     | Tip cerkve                                  |
| ------------------------------------------- | ------------------------------------------- | ------------------------------------------- | ------------------------------------------- | ------------------------------------------- |
| Baptisti                                    | 38.662.005                                  | 25,3 %                                      | Southern Baptist Convention                 | evangelijska                                |
| Baptisti                                    | 38.662.005                                  | 25,3 %                                      | American Baptist Churches in the U.S.A.     | osrednja                                    |
| Binkoštniki                                 | 13.673.149                                  | 8,9 %                                       | Assemblies of God                           | evangelijska                                |
| Luteranci                                   | 7.860.683                                   | 5,1 %                                       | Evangelical Lutheran Church in America      | osrednja                                    |
| Luteranci                                   | 7.860.683                                   | 5,1 %                                       | Lutheran Church–Missouri Synod              | evangelijska                                |
| Prezbiterijanci /Reformirani                | 5.844.855                                   | 3,8 %                                       | Presbyterian Church (U.S.A.)                | osrednja                                    |
| Prezbiterijanci /Reformirani                | 5.844.855                                   | 3,8 %                                       | Presbyterian Church in America              | evangelijska                                |
| Metodisti                                   | 5.473.129                                   | 3,6 %                                       | United Methodist Church                     | osrednja                                    |
| Metodisti                                   | 5.473.129                                   | 3,6 %                                       | African Methodist Episcopal Zion Church     | evangelijska                                |
| Anglikanci                                  | 2.323.100                                   | 1,5 %                                       | Episcopal Church                            | osrednja                                    |
| Anglikanci                                  | 2.323.100                                   | 1,5 %                                       | Anglican Church in North America            | evangelijska                                |
| Adventisti                                  | 2.203.600                                   | 1,4 %                                       | Seventh-day Adventist Church                | evangelijska                                |
| Svetost (Holiness)                          | 2.135.602                                   | 1,4 %                                       | Church of the Nazarene                      | evangelijska                                |
| Druge skupine                               | 1.366.678                                   | 0,9 %                                       | Church of the Brethren                      | evangelijska                                |
| Druge skupine                               | 1.366.678                                   | 0,9 %                                       | Friends General Conference                  | osrednja                                    |

### Osrednji protestantizem
Osrednje protestantske krščanske denominacije so tiste protestantske denominacije, ki so jih v ZDA prinesle zgodovinske priseljenske skupine; iz tega razloga se včasih označujejo kot cerkve dediščine ali cerkve z dediščino (heritage churches).  Največje cerkve so Episkopalna (angleška), Prezbiterijanska (škotska), Metodistična (angleška in valežanska) in Luteranska (nemška in skandinavska).
Mnoge osrednje denominacije učijo, da je Biblija Božja beseda v praksi, vendar so po navadi odprti za nove ideje in družbene spremembe. Bili so čedalje bolj odprti za posvečevanje žensk v duhovnice. Osrednje cerkve po navadi pripadajo organizacijam kot sta Državni svet cerkva (National Council of Churches) in Svetovni svet cerkva (World Council of Churches).
Osrednji protestantizem kot sta Episkopalna in Prezbiterijanksa cerkev ima največje število diplomskih in podiplomskih nazivov na prebivalca med vsemi krščanskimi denominacijami v ZDA kot tudi največ ljudi z visokim dohodkom.
Episkopalci in Prezbiterijanci so po navadi precej bogatejši in bolj izobraženi kot večina drugih verskih skupin med Američani in so nesorazmerno zastopani v zgornjem delu ameriškega poslovnega, pravnega in političnega sveta, še posebej v Republikanski stranki. Številne najbolj bogate in premožne ameriške družine kot so Vanderbilts in Astors, Rockefeller, DuPont, Roosevelt, Forbes, Whitneys, Morgans in Harrimans pripadajo osrednjemu protestantizmu.

### Evangelijske cerkve
Evangelijsko gibanje je protestantsko krščansko gibanje, čigar ključna značilnost je vera v osebno spreobrnjenje ("biti ponovno rojen"), nekakšen izraz dejavnega evangelija, visoko spoštovanje do avtoritete Biblije in poudarek na smrti in vstajenju Jezusa. David Bebbington je te štiri razpoznavne vidike poimenoval:  "konvertitstvo",
"aktivizem", "biblicizm" in "krucicentrizem" in ob tem dejal: "Skupaj tvorijo štirikotnik prioritet, ki je osnova za evangelijsko gibanje."
Treba je biti pozoren na to, da izraz »evangelijski« ni isto kot »krščanski fundamentalizem«, čeprav ta včasih preprosto šteje za najbolj teološko konzervativno podskupino prvega. Glavne razlike v veliki meri slonijo na različnih pogledih na to, kako obravnavati in pristopati k svetim spisom, kot tudi kako razlagati njene širše posledice za pogled na svet. Medtem ko večina konzervativnih evangelijskih kristjanov verjame, da se je oznaka razširila preveč preko svojega bolj omejenega, tradicionalnega pomena, je ta trend kljub temu dovolj močan, da ustvarja pomembno dvoumnost v pojmu. Posledično je dihotomija med "evangelijskimi" in "osrednjimi" denominacijami vedno bolj zapletena.
Na sodobno uporabo izraza v severni Ameriki vpliva evangelijsko-fundamentalistični spor z začetka 20. stoletja. Evangelijska smer se lahko včasih dojema kot vmesna pot med teološkim liberalizmom osrednjih denominacij in kulturnim separatizmom fundamentalističnega krščanstva. Evangelijsko gibanje se zato opisuje kot »tretja izmed vodilnih niti v ameriškem protestantizmu, ki premošča razcep med fundamentalisti in liberalci.« Čeprav je percepcija v severni Ameriki pomembna za razumevanje uporabe tega izraza, to nikakor ne obvladuje širšega globalnega pogleda, kjer razprava o fundamentalizmu ni bila tako vplivna.
Evangelijski kristjani so zastopali pogled, da so modernistične in liberalne skupine v protestantskih cerkvah opustile svojo dediščino evangelijskih kristjanov, s tem ko so sprejele poglede in vrednote sveta. Obenem so kritizirali svoje kolege fundamentaliste zaradi njihovega separatizma in njihove zavrnitve socialnega evangelija kot so ga razvili  protestantski aktivisti v prejšnjem stoletju. Moderniste so obtožili, da so izgubili svojo identiteto kot evangelijski kristjani, in fundamentaliste, da so izgubili kristusovsko srce evangelijskega krščanstva. Trdili so, da je evangelij treba ponovno potrditi, da bi ga razločili od novosti liberalcev in fundamentalistov.
Nacionalno združenje evangelijcev (National Association of Evangelicals) je organizacija v ZDA, ki usklajuje skupno delovanje za svoje članice.